# John Lawrence LeConte
John Lawrence LeConte (New York, 13 maggio 1825 – Filadelfia, 15 novembre 1883) è stato un entomologo statunitense.
LeConte fu il più importante entomologo statunitense del XIX secolo e, nel corso della sua vita, fu autore della denominazione e della descrizione di circa la metà dei taxa di insetti noti negli Stati Uniti, incluse circa 5.000 specie di coleotteri.
Fu riconosciuto come la più importante autorità sui coleotteri dell'America Settentrionale nel corso della sua vita e fu descritto come "il padre degli studi sullo scarafaggio americano".

## Biografia
Membro della famiglia LeConte orientata alla scienza, John Lawrence nacque a New York, figlio del naturalista John Eatton Le Conte.
Sua madre morì quando John Lawrence aveva solo pochi mesi, cosicché egli fu cresciuto dal padre.
Sulla base di campioni della sua firma, si è verificato che John Lawrence utilizzava la variante del suo cognome "LeConte", senza lo spazio che suo padre utilizzava (nella forma "Le Conte").
John Lawrence si laureò presso il Mount Saint Mary College (ora noto come Mount St. Mary's University) nel 1842 e presso il College of Physicians and Surgeons nel 1846.
Quando ancora si trovava in un collegio medico, nel 1844, John Lawrence viaggiò con suo cugino Joseph LeConte fino ai Grandi Laghi.
Partendo dalle Cascate del Niagara, essi visitarono Detroit e Chicago ed attraversarono Michigan, Wisconsin, Iowa e Illinois, prima di ritornare al fiume Ohio a Pittsburgh e, infine, a New York.
Quell'anno, John Lawrence pubblicò i suoi primi tre articoli sui coleotteri.
Dopo aver conseguito la laurea presso il collegio medico, John Lawrence LeConte compì parecchi viaggi verso ovest, includendo la California passando per Panama nel 1849.
Quando si trovava a San Francisco, inviò 10.000 coleotteri conservati in alcol a suo padre. Altri 20.000 esemplari di coleotteri andarono persi in un incendio nel 1852.
LeConte viaggiò anche in Europa, Egitto e Algeria.
Trascorse due anni esplorando il fiume Colorado, fu in Honduras per la costruzione dell'Honduras Interoceanic Railway e, in Colorado e New Mexico per la realizzazione della Kansas Pacific Railroad.
Si trasferì quindi a Philadelphia nel 1852, risiedendovi per il resto della sua vita.
Durante la Guerra Civile Americana, lavorò come chirurgo assieme a volontari californiani, arrivando al grado di tenente colonnello.
Nel 1878, diventò il capoufficio (assistente al direttore) della United States Mint (zecca degli Stati Uniti) di Philadelphia, posizione che conservò fino alla morte, avvenuta nel 1883.

## Opere
- Catalogue of the Coleoptera of the United States. (1853) Frederick Ernst Melsheimer, rivisto da Samuel Stehman Haldeman e John Lawrence LeConte
- Classification of the Coleoptera of North America (1861, 1873)
- New Species of North American Coleoptera (1866, 1873)
- Classification of the Coleoptera of North America. Part II (1883) - con George Henry Horn

| LeConte è l'abbreviazione standard utilizzata per le specie animali descritte da John Lawrence LeConte. Categoria:Taxa classificati da John Lawrence LeConte |